# Guild Wars 2
Guild Wars 2 es un videojuego de rol multijugador que continua la secuela de Guild Wars, desarrollado por ArenaNet, filial de NCsoft. 
Los personajes de Guild Wars no se pueden transferir a Guild Wars 2, pero sí los títulos conseguidos y se reservarán los nombres de los personajes de aquellas cuentas vinculadas a la página de NCsoft. Además se podrán conseguir títulos y objetos completando el Hall of Monuments (museo de monumentos) de Guild Wars, aunque estos objetos no darán ninguna ventaja respecto a los nuevos jugadores, ya que tendrán una finalidad meramente estética. No habrá esbirros (ni tampoco héroes) como en la entrega anterior.

## Antecedentes
El 20 de agosto de 2009 fue presentado el video introductorio del juego.
En su última expansión, Guild Wars Eye of the North, se puede ver a varios de los dragones que serían los antagonistas de Guild Wars 2, aunque en estado «durmiente». Al final de esta expansión, se puede ver como uno de ellos, conocido como Primordus, abre uno de sus ojos.

## Argumento
Después de 250 años, tras la derrota del gran destructor en Guild Wars: Eye of the North, Tyria esta afrontando nuevos cambios y problemas cataclísmicos a raíz que comenzaron a despertar los dragones ancianos. Además, la humanidad dejó de ser una raza dominante en el mundo y ahora tiene que compartir el mundo con otras especies inteligentes como los Norn, Asuras, Sylvari y Charr; todas las razas mencionadas se tiene que aliar para enfrentar los dragones ancianos. 
Ascalon recuperó su belleza natural después de ese infierno devastador que se conoció La Devastación, que extinguió casi todos los humanos, ahora Ascalon es ocupado por los Charr. Sin embargo, los Charr tienen que afrontar los fantasmas humanos de ascalon, que surgieron a raíz de una maldición por parte del Rey Aldebern, cuando los Charr estaban tomando la ciudad.
Cuando despertó el dragón de hielo, los Norn tuvieron que abandonar las lejanas picoescalofriantes, y se desplazaron al sur donde empezaron a ocupar las tierras de los extintos enanos de Deldrimor.

## Modo de juego
En Guild Wars 2, el jugador puede elegir entre cinco razas. En este juego, el jugador será el centro de los eventos y se introducirá en un mundo constante, no habrá cargas entre mapas, ya que siempre jugarás en línea. Por tanto todos los jugadores se podrán encontrar en zonas explorables, a diferencia de Guild Wars. No obstante se han tomado muchas medidas para evitar el conocido "robo de monstruos" para que nadie sufra robo de puntos de experiencia por parte de otros jugadores que se dediquen a ir matando los malos del otro por molestar, la supuesta víctima no se verá perjudicada de ningún modo y por tanto no se ve afectada la experiencia de juego.
Habrá eventos dinámicos como por ejemplo una invasión de centauros. La dificultad de estos eventos irá de acuerdo con el número de jugadores que vayan a tomar parte. A más jugadores, habrá más enemigos, de más nivel y con mejores habilidades. De este modo se evita que en el caso de que haya mucha gente, el jugador solo pueda matar uno o dos enemigos. La resolución de estos eventos dinámicos puede desencadenar en otros dando lugar a largas cadenas de eventos y modificar el mapa, como por ejemplo destruir un puente de acceso a algún pueblo si no has sido capaz de evitar la invasión. Si esto ocurre, los NPC (personajes no jugadores) estarán arreglando el puente y no estarán en sus comercios para poder comerciar con el jugador. El comercio de este juego se lleva adelante con el oro o monedas de oro. El mismo puede ser obtenido haciendo farming de eventos dinámicos o metaeventos (eventos dinámicos y de grupo cuyo objetivo final es derrotar a un jefe final de mapa o varios), venta de equipamiento, materiales u otros objetos de valor en el bazar, o en cualquier contenido disponible: instancias de incursión, misiones de ataque, PvP instanciado (5 vs 5) o Mundo contra Mundo (PvP masivo de tres equipos emparejados, conformados por jugadores individuales y clanes).

## Personajes

### Razas jugables
Una de las principales novedades que presentará la secuela, será la posibilidad de jugar con otras razas. Las principales razas son:
- Asuras es una raza de aspecto pequeño y de piel blanca, que habitó originalmente las profundidades de Tyria pero fueron expulsados por los Destructores al exterior. Ahora, habitán la costa de bronce. Esta especie apareció por primera vez en Guild Wars cuando ArenaNet regaló una miniatura con su forma a los lectores de revistas especializadas. Más tarde, se introdujo de forma "normal" en la última expansión, Eye of the North. Su inteligencia es muy elevada, pero por desgracia los Asura son más bien arrogantes. No hay día en que no afirmen su superioridad hacia las otras razas. Los Asura realizan construcciones mágicas muy poderosas, como los Golems (seres de piedra u otra materia con un poder excepcional) o los portales asura, que permiten hacer grandes viajes en un breve espacio de tiempo.

- Charr. Los Charr han cambiado mucho desde lo acontecido en Guild Wars, han restablecido sus legiones, su cultura original y se asentarán en Ascalon y harán Rin su capital. La Legión de la llama, encabezados principalmente por los chamanes que tenían a su cargo durante la Devastación, todavía existe, pero son menospreciados por las demás legiones.

- Humanos, La raza principal y única del juego Guild Wars. Los humanos de Tyria se asentarán en Kryta, en la parte más septentrional (fundando una nueva capital: Toque de Divinidad), ya que durante la emersión de Orr, la parte meridional se inunda. Kryta recibirá un gran auge de Inmigrantes de Elona, Cantha y Ascalon, ya que Elona será invadida por Palawa Joko, En Cantha el emperador Usoku ha implantado una nueva política abusiva, que ha hecho huir a mucha de la población de Kaineng.

- Norns, Semi-gigantes habitantes de las Lejanas Picoescalofriantes (Far Shiverpeaks).Se caracterizan por ser orgullosos y por la capacidad de transformarse en osos como se mostró en la expansión Eye Of The North. Después del despertar de los dragones, los norn son obligados a emigrar al sur, hacia las "cercanas" picosescalofriantes. Los norn tienen una semialianza con los charr, que les permite el paso de territorio a territorio.

- Sylvari son espíritus del bosque. Por ahora no hay muchos detalles de los Sylvari. Los Sylvari surgieron del árbol que Ronan y Ventari plantaron en una isleta en la Costa de Bronce. Cuandó Ventari Murió, dejó una tablilla con sus ideas de paz y armonía entre las razas. Más tarde, el primer Sylvari nació del árbol. Cogió la tabla y la guardó. La tabla se convirtió en una reliquia para los sylvari. Los Sylvari son jóvenes y curiosos, pero no por ello débiles. En Guild Wars 2, los Sylvari se asentarán en Costa de Bronce.

### Profesiones
Guild Wars 2 cuenta con nueve profesiones, cada una con sus propias habilidades y ventajas de pelea:
Guerrero son maestros de las armas que confían en la velocidad, la fuerza, la dureza y armadura pesada para sobrevivir en combate. La adrenalina alimenta su poder ofensivo: cuanto más tiempo luche un guerrero, más peligroso será.
Elementalista Estos son hechiceros polifacéticos quienes pueden canalizar las fuerzas elementales y utilizarlas en su favor. Usan una armadura ligera
Guardabosques Valiéndose de su vista aguda y mano firme, junto a la naturaleza, los Guardabosques, son arqueros únicos, pudiendo derribar enemigos a distancia con ayuda de su arco, trampas y fieles mascotas. Usan armadura media
Nigromante Invocar muertos, absorber vida letal y dominar almas perdidas, son algunas de las cosas que estos practicantes de las artes oscuras pueden lograr. Usan armadura ligera.
Guardián Entregados caballeros, los Guardianes protegen a sus aliados y castigan a sus enemigos. Usan armadura pesada.
Ladrón Expertos del sigilo y la sorpresa, los ladrones pueden moverse entre las sombras y desvanecerse en el aire. Usan armadura media.
Ingeniero son maestros del caos mecánico, les encanta trastear con explosivos, elixires y todo tipo de dispositivos peligrosos. Ayudan a sus aliados con armas alquímicas, despliegan ingeniosos inventos o eliminan a sus enemigos con una amplia gama de minas, bombas y granadas.
Hipnotizador son duelistas mágicos cuya arma es el engaño. Utilizan potentes ilusiones, clones y magia fantasmal para confundir a sus enemigos. Los hipnotizadores inclinan la balanza a su favor en cada combate.
Retornado Sólo disponible con la expansión Heart of Thorns. Luchadores venidos de La Niebla, lucharán contra hordas de enemigos usando los poderes de la niebla y desatando el caos en el campo de batalla. Usan armadura pesada.

## Ciudades de Tyria
- Linde de la Divinidad: es el último gran bastión de los humanos en el reino septentrional de Tyria. Dividida en 6 distritos, Costa de la Divinidad se alza poderosa y fuerte, defendida por los Seraph, la élite del ejército krytano.
- La Ciudadela Negra: la gran ciudad de los Charr fue construida sobre los restos de la antigua capital del Reino de Ascalon, Rin.
- La Arboleda: construida alrededor del árbol blanco, sirve de capital para los jóvenes Sylvari. Esta ciudad se ubica en la costa de bronce, muy cerca de Rata Sum.
- Rata Sum: capital de los inteligentes Asura. Tiene forma de octaedro, y flota sobre la costa de bronce. La ciudad muestra el dominio sobre las artes mágicas que tienen los Asura.
- Hoelbrak: aunque los norns prefieren ser nómadas, la mayoría usan como punto de reunión Hoelbrak, la gran sala de caza. Se ubica cerca del declíve del yak.
- Arco del León: la que antes fue la gran capital del reino de Kryta, ahora es una ciudad habitada por piratas. Desde aquí accederemos al PVP.

## Banda sonora
La banda sonora consta de cuatro CD compuestos por Jeremy Soule.

## Premios
- Mejor juego MMO del 2012 (G4)
- Top 10 Juegos más anticipados del 2012 (Jeuxvideos.com)
- Editor's Most Anticipated Games of 2012 (gamespot.uk)
- Most Anticipated Games of 2012
- Reader's Choice 2012's Most Anticipated Game
- Most Anticipated for 2012
- Best of Show at PAX 2010 (Machinima.com)
- Most Anticipated Game of 2010 (MM( )RPG)
- Game of the Show PAX 2010 (Destructoic)
- Best Online Game (Games.com)
- Top 10 Best Games of 2011 (Pc gamer)
- Most Anticipated PC Game of 2011 (Game Informer)
- Top 10 PC Game of 2011 (1up.com)
- Reader's Choice Awards: Most Anticipated MMO (Beckett Massive Online Gamer)
- Eurogamer Expo 2011 Game of the Show (Eurogamer)
- Prix du Public (Paris Games Week)